# Kabinet-Waddington

## Kabinet-Waddington (4 februari1879-28 december1879)
- William Henry Waddington - President van de Raad (premier) en minister van Buitenlandse Zaken
- Henri François Xavier Gresley - Minister van Defensie
- Émile de Marcère - Minister van Binnenlandse Zaken en Kerkelijke Zaken
- Léon Say - Minister van Financiën
- Philippe Le Royer - Minister van Justitie en Grootzegelbewaarder
- Jean Bernard Jauréguiberry - Minister van Marine en Koloniën
- Jules Ferry - Minister van Onderwijs
- Charles de Freycinet - Minister van Publieke Werken
- Adolphe Cochery - Minister van Posterijen en Telegrafie
- Charles Lepère - Minister Landbouw en Handel

Wijzigingen
- 4 maart 1879 - Charles Lepère volgt Marcère op als minister van Binnenlandse Zaken en Kerkelijke Zaken. Pierre Tirard volgt Lepère op als minister van Landbouw en Handel.